# Odynerus pulchripilosellus
Odynerus pulchripilosellus är en stekelart som beskrevs av Cameron. Odynerus pulchripilosellus ingår i släktet lergetingar, och familjen Eumenidae. Inga underarter finns listade i Catalogue of Life.